# Gunnar Bahr
Gunnar Bahr (Berlim, 21 de outubro de 1974) é um velejador alemão, medalhista olímpico. Ele competiu nos Jogos Olímpicos de Verão de 2000 na classe Soling e conquistou a medalha de prata, ao lado de Jochen Schümann e Ingo Borkowski. Foi condecorado em 2 de fevereiro de 2001 pelo Presidente da República Federal da Alemanha, Johannes Rau, com a Folha de Louro de Prata.
Schümann e sua equipe conquistaram imediatamente o título no Campeonato Europeu de 1997 em Soling. Em 1998, Schümann, Bahr e Borkowski venceram o Campeonato Mundial e o Campeonato Europeu de Match Race, e no Campeonato Europeu de 1998 em Soling, os três berlinenses ficaram em terceiro lugar, atrás dos barcos da Ucrânia e da Rússia.